# Courchapoix
Courchapoix é uma comuna da Suíça, situada no distrito de Delémont, no cantão de Jura. Tem 6,40 km² de área e sua população em 2018 foi estimada em 426 habitantes.